# 그물지방

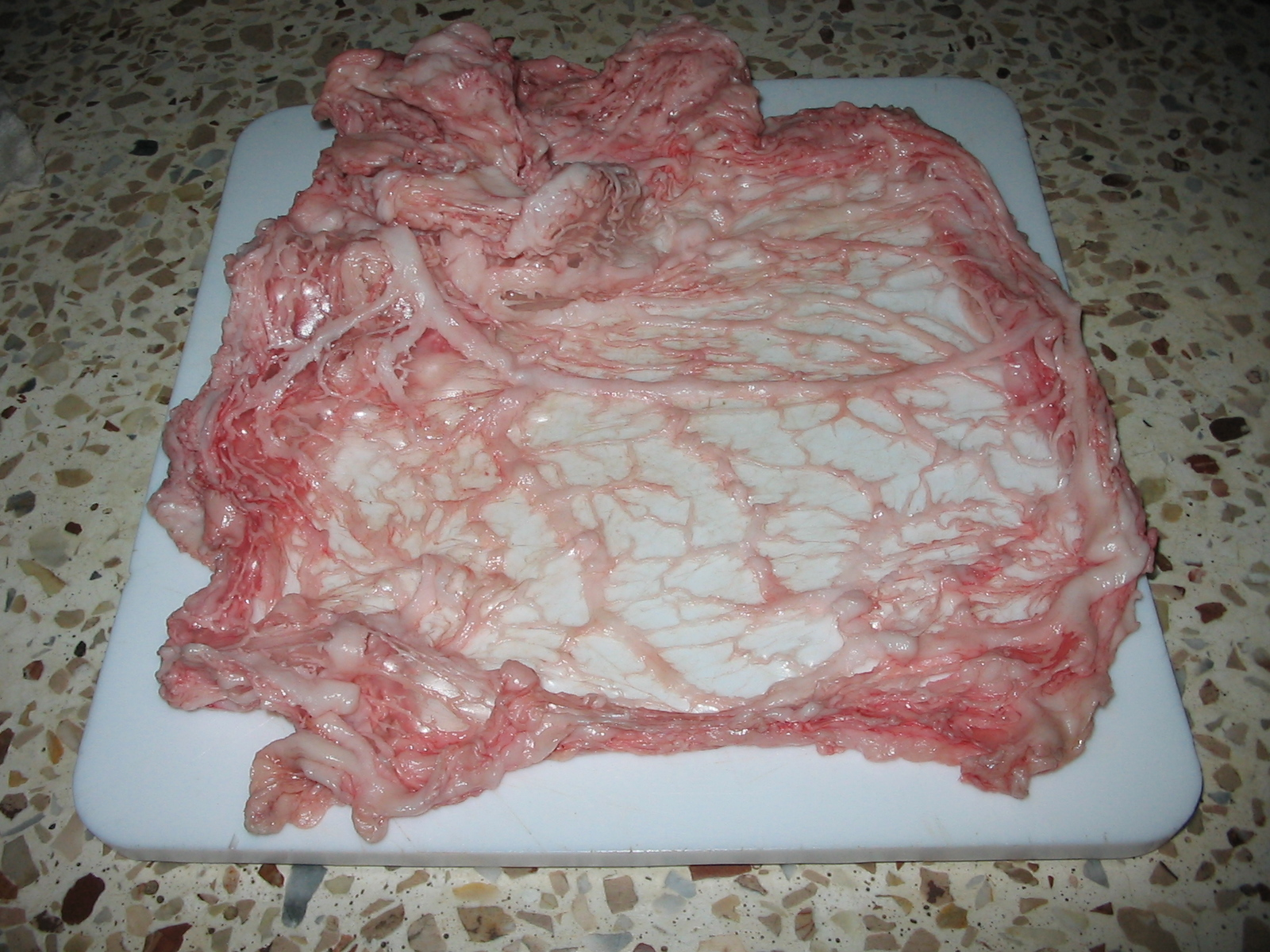
돼지 그물지방

그물지방(--脂肪, caul fat, lace fat, omentum, crépine, fat netting, 막 지방)은 소, 양, 돼지 등 동물의 내장을 감싼 얇은 생체막인 큰 그물막을 음식으로서 일컫는 말이다. 소시지, 룰라드, 파테 등의 케이싱으로 쓰인다.

## 사진

막 지방 요리
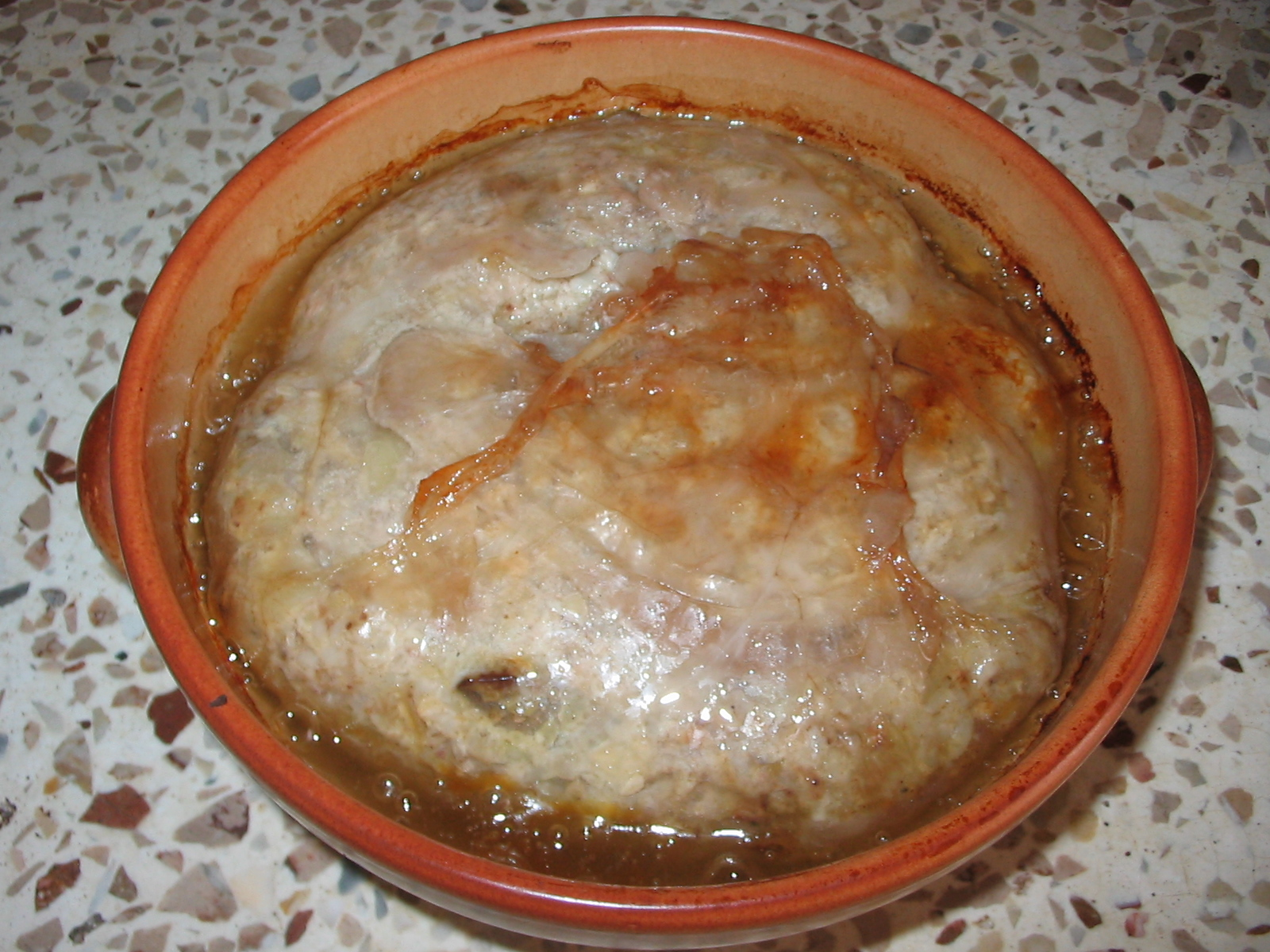
Salnyk
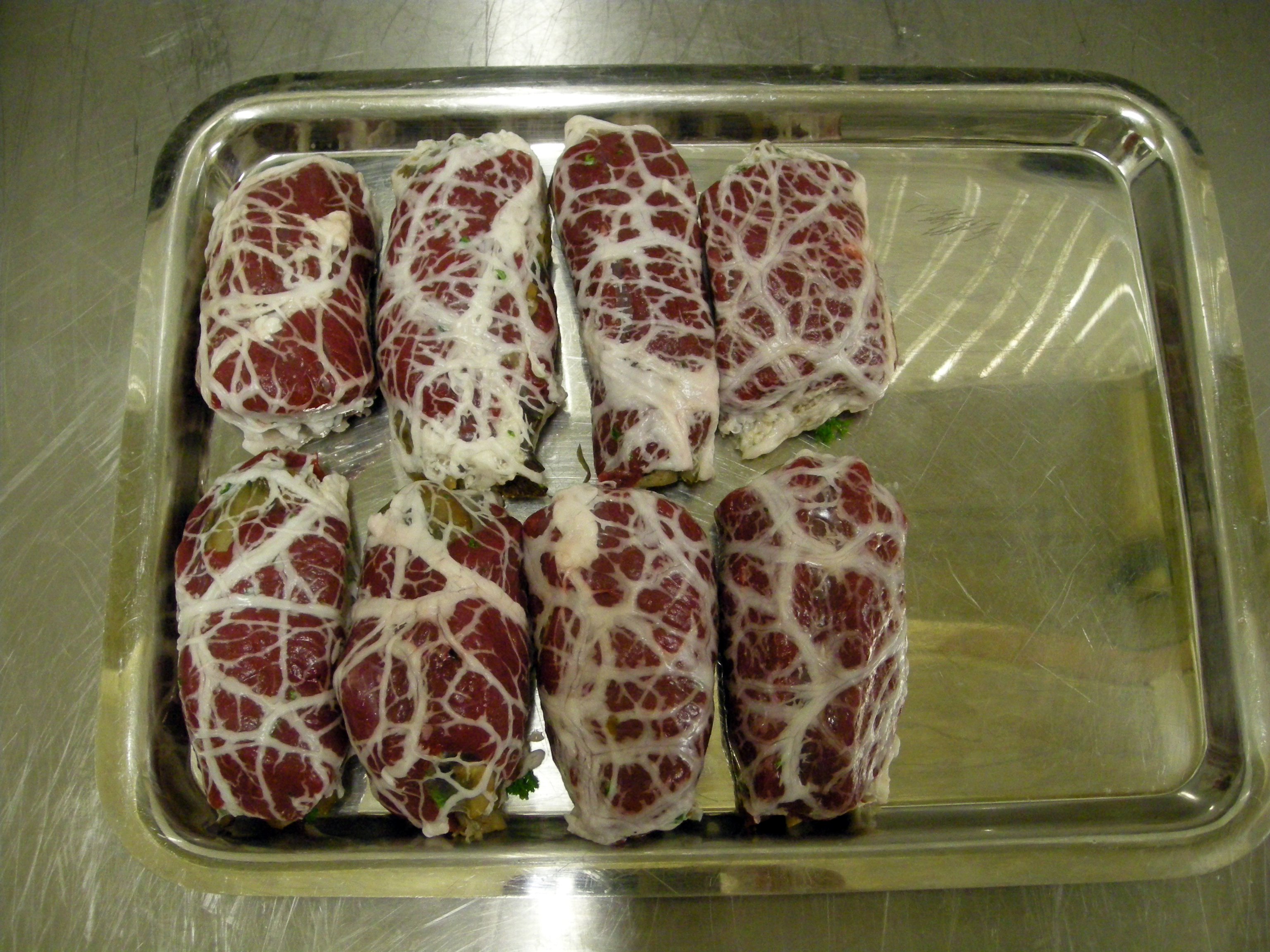
타조 크레피네트(프랑스어: crépinette)
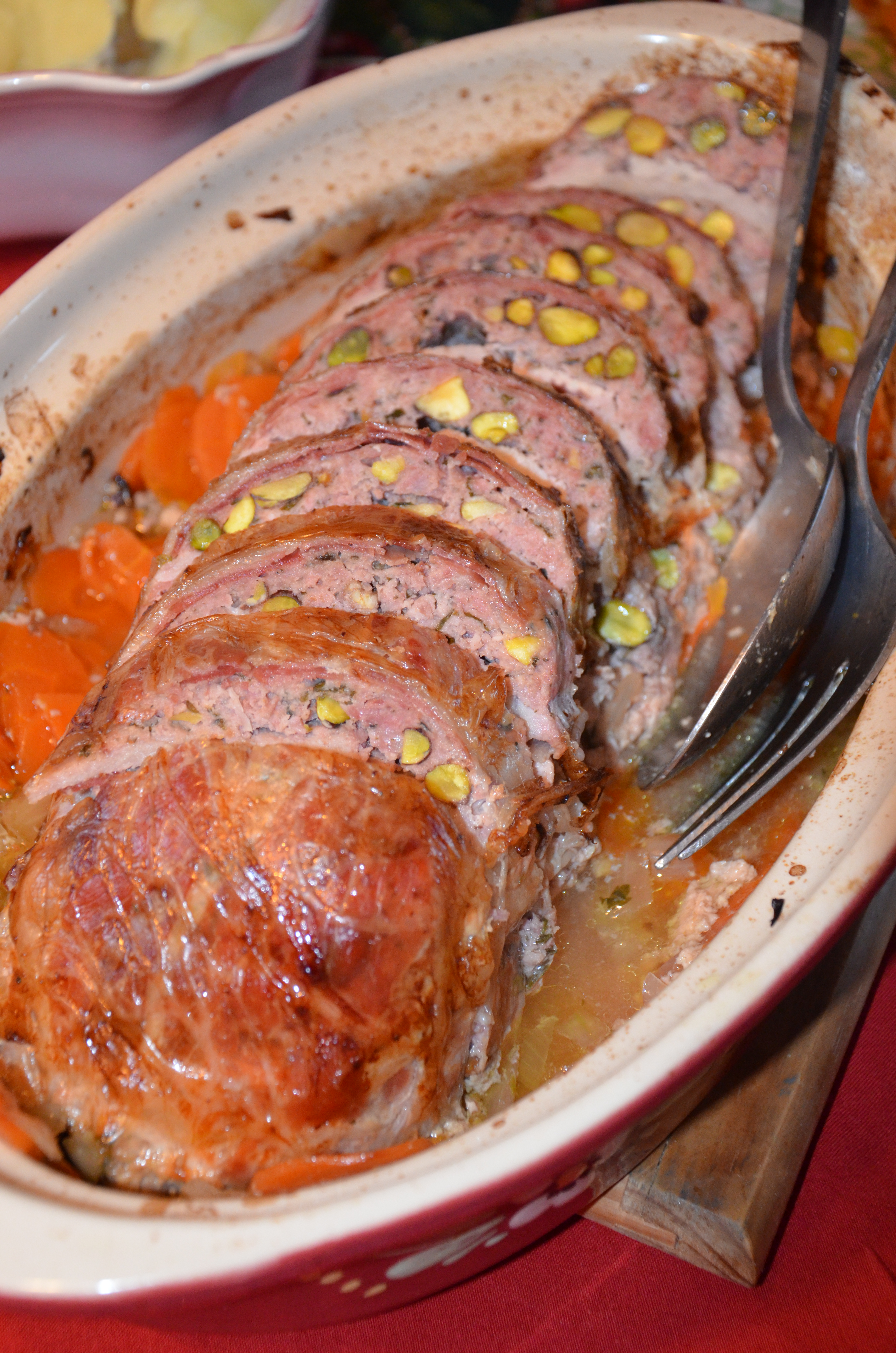
French veal sausage bundle (Feuilleton de veau)
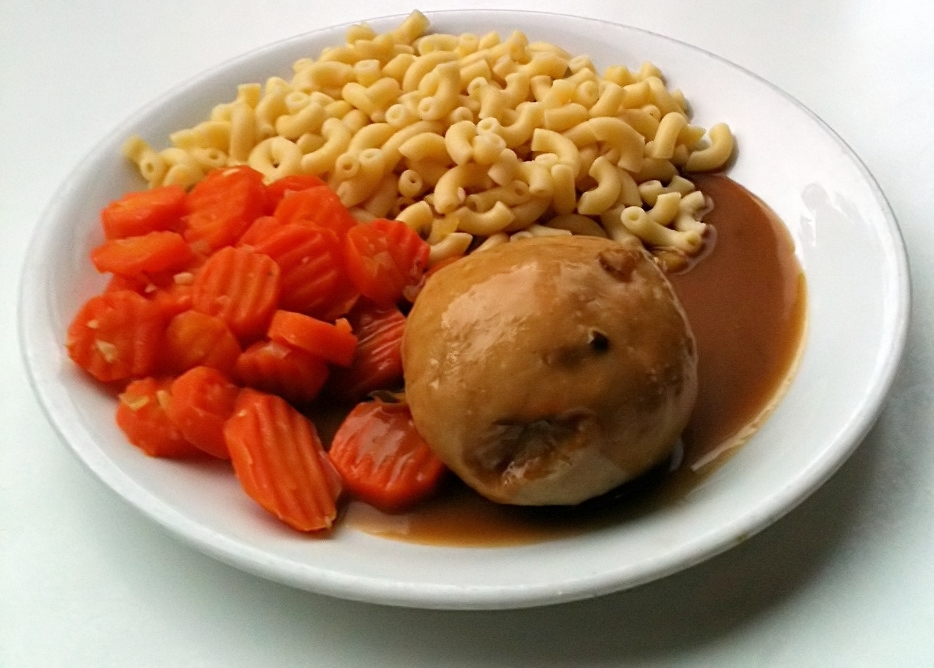
Atriau served with pasta and carrots

## 같이 보기
- 케이싱
- 큰 그물막